# Parque Nacional de Amboseli
O Parque Nacional de Amboseli (em inglês: Amboseli National Park) é um parque nacional situado no distrito de Kajiado, na província do vale do Rift, no Quênia. O parque tem uma área de 39206 hectares (392 km²) e situa-se no centro de um ecossistema de 8000 km², que se estende através da fronteira entre Quênia e Tanzânia. As pessoas locais são principalmente dos massais, mas pessoas de outras partes do país foram se estabelecendo no local atraídos pelo êxito turístico que tem impulsionado a economia e a agricultura intensiva ao longo do sistema de pântanos, que tornam esta área de baixa precipitação (média de 350mm/ano) uma das melhores experiências de observação da fauna do mundo, com 400 espécies de aves, incluindo aves aquáticas, pelicanos e 47 tipos de aves de rapina.
O parque protege dois dos cinco principais pântanos e inclui um lago seco do Pleistoceno e a vegetação semi-árida.
Situado cerca de 140 km a sul de Nairóbi, o parque nacional de Amboseli é o segundo parque nacional mais popular no Quênia após a Reserva Nacional de Massai Mara e a visita pode ser facilmente feita durante um fim de semana.

## História
Em 1883, Joseph Thompson foi o primeiro europeu que temia penetrar na região de Massai, conhecida como Empusel (significando 'lugar salgado e empoeirado' em Maa). Thompson também foi surpreendido com a fantástica variedade de vida selvagem e o contraste entre as zonas áridas do leito do lago seco e o oásis dos pântanos, um contraste que persiste até hoje.
O Amboseli foi marcado como 'Reserva Meridional' para os massais em 1906 mas voltou a ser uma reserva de caça em 1948. Tornado parque nacional em 1974 para proteger o núcleo deste ecossistema único, foi declarado como Reserva da Biosfera pela UNESCO em 1991. O parque teve faturação de 3,5 milhões de dólares (2,9 milhões de euros) em 2005. Em 29 de setembro de 2005, o presidente do Quénia, Mwai Kibaki, declarou que o controlo do parque passaria do Kenya Wildlife Service para o conselho local de Olkejuado e para os massais. Vários observadores viram esta passagem como favor político em troca de um voto favorável na nova Constituição do Quénia. Alterações à lei estão presentemente em decisão judicial. A desclassificação poderia conduzir as taxas de entrada no parque diretamente ao conselho local com benefícios para os massais que reside em redor da área classificada.

## Fauna

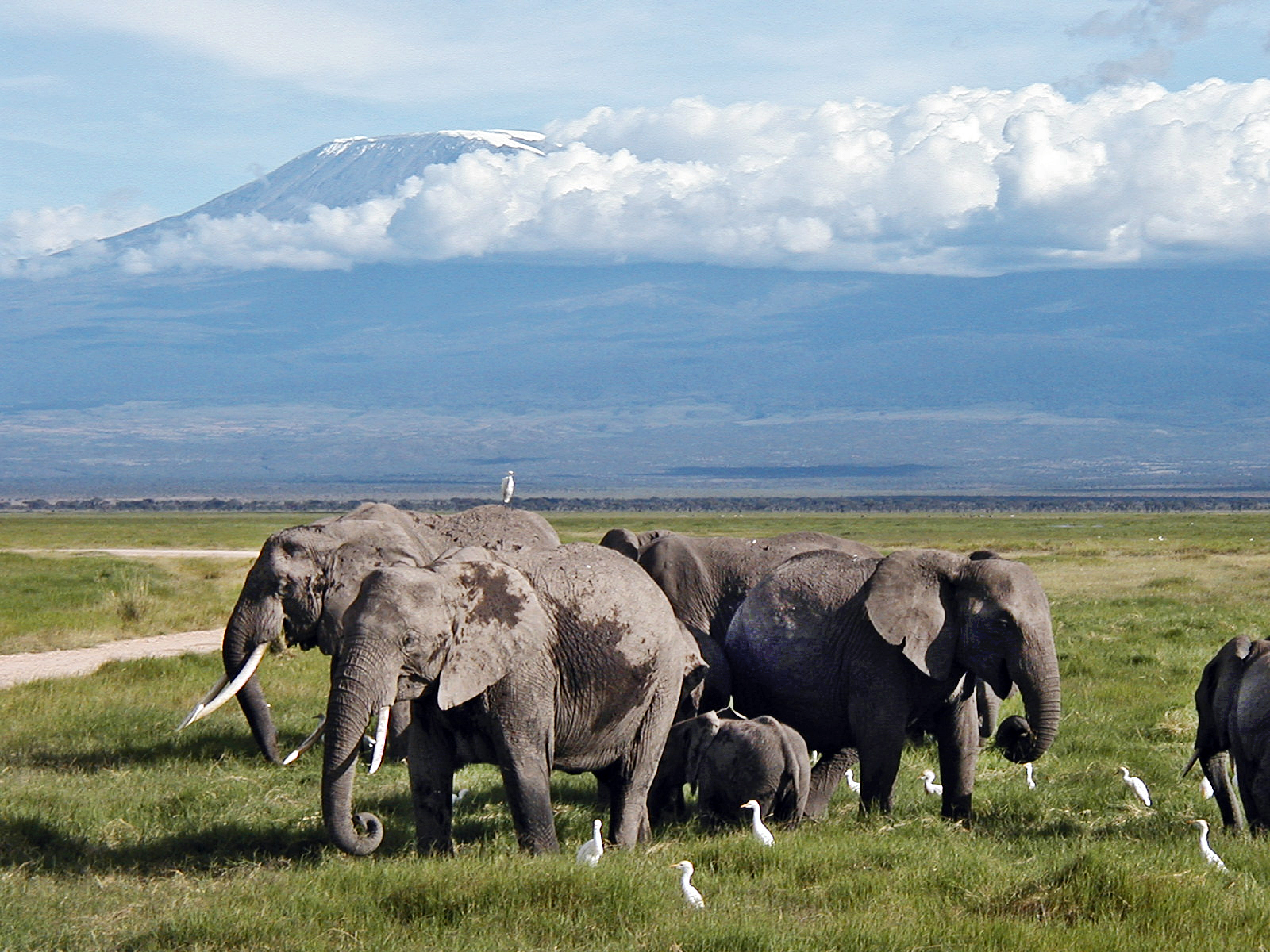
Os elefantes pastando em pântanos de Amboseli, no norte do Quilimanjaro

O parque tem fama de ser o melhor sítio de África para aproximações a elefantes que circulam livremente. Outras atrações do parque incluem as oportunidades de encontrar os massais e visitar as suas aldeias. O parque também permite panoramas espetaculares do Quilimanjaro, a montanha mais alta do continente africano.
Amboseli oferece uma das melhores oportunidades para ver animais africanos porque sua vegetação é esparsa devido a longa seca de meses. O Parque nacional de Amboseli é o lar de animais selvagens, incluindo o elefante africano, búfalo, impala, leão, chita, hiena, girafa, zebra e gnus, entre outros animais africanos. Existe também uma série de aves quenianas, grandes e pequenas, para ver se você mantém seus olhos abertos e fechados a cada avistamento.
O parque possui várias regras para proteger a vida selvagem: não saia do seu veículo, exceto em locais designados; não incomode os animais de qualquer forma; mantenha a pista; nada de dirigir fora da estrada; os animais têm sempre o direito de passagem. As estradas em Amboseli têm uma superfície solta do solo vulcânico que é intransitável na estação chuvosa e empoeirado na estação seca.
Há um pequeno aeroporto em Amboseli, o Aeroporto de Amboseli (HKAM).